# Balkteori
Balkteori är en gren av hållfasthetsläran som behandlar sambandet mellan mekanisk spänning och deformation i en balk under böjning. 
Den tidigaste och enklaste balkteorin togs fram av Bernoulli och Euler. Denna bygger på superposition, det vill säga att spänningar och deformationer från ett sammansatt lastfall (vilket skulle kunna bestå av till exempel balkens egentyngd + en last placerad mitt på spännvidden) är lika med summan av deformation och spänning från respektive dellast. Superpositionsmöjligheten i kombination med enkelhet gör den tacksam att arbeta med för enklare fall. Eftersom Bernoulli-Eulers balkteori bygger på en rad ingenjörsmässiga förenklingar blir den otillräcklig när deformationerna inte är att betrakta som "små" och därmed börjar påverka varandra. Dessutom fungerar den inte för balkar där spännvidden är liten i förhållande till balkens höjd, till exempel prefabricerade betongväggar.
För denna typ av balkar kan Timosjenkos balkteori användas. Denna är dock mer komplicerad att arbeta med, varför man idag framför allt använder finita elementmetoden, som ger en numerisk approximation av belastningarna i utvalda punkter för balken/ramverket. FE-modellering har tillräckligt god precision för att användas i hållfasthetsberäkningar.
Balkteorin är grundläggande inom bland annat bygg- och maskinteknik samt skeppsbyggnad.